# Stigmaphronidae
Stigmaphronidae (лат.) — семейство вымерших наездников подотряда стебельчатобрюхие отряда перепончатокрылые насекомые.

## Описание
Ископаемые церафроноидные наездники. Известны из меловых янтарей Сибири, Аляски, Канады, США (New Jersey), Бирмы (Myanmar) и Ливана, а также из раннего мела Сибири и Монголии.

## Распространение
Всесветное.

## Классификация
- Allocotidus Muesebeck, 1963  (=Elasmomorpha Kozlov, 1975)
- Hippocoon Kozlov, 1975
- Stigmaphron Kozlov, 1975
- Elasmophron Engel & Grimaldi, 2009
- Libanophron Engel & Grimaldi, 2009
- Burmaphron Engel & Grimaldi, 2009
- Tagsmiphron Engel & Grimaldi, 2009